# پانی (اکلاهما)
پانی(به انگلیسی: Pawnee) شهری در ایالت اکلاهما کشور ایالات متحده آمریکا است که جمعیت آن در سرشماری سال ۲۰۱۰ میلادی، ۲٬۱۹۶ نفر بوده‌است.